# Серого, Николай Павлович
Николай Павлович Серого (1835— после 1917) — российский общественный деятель, градоначальник Петрозаводска, купец 1-й гильдии.

## Биография

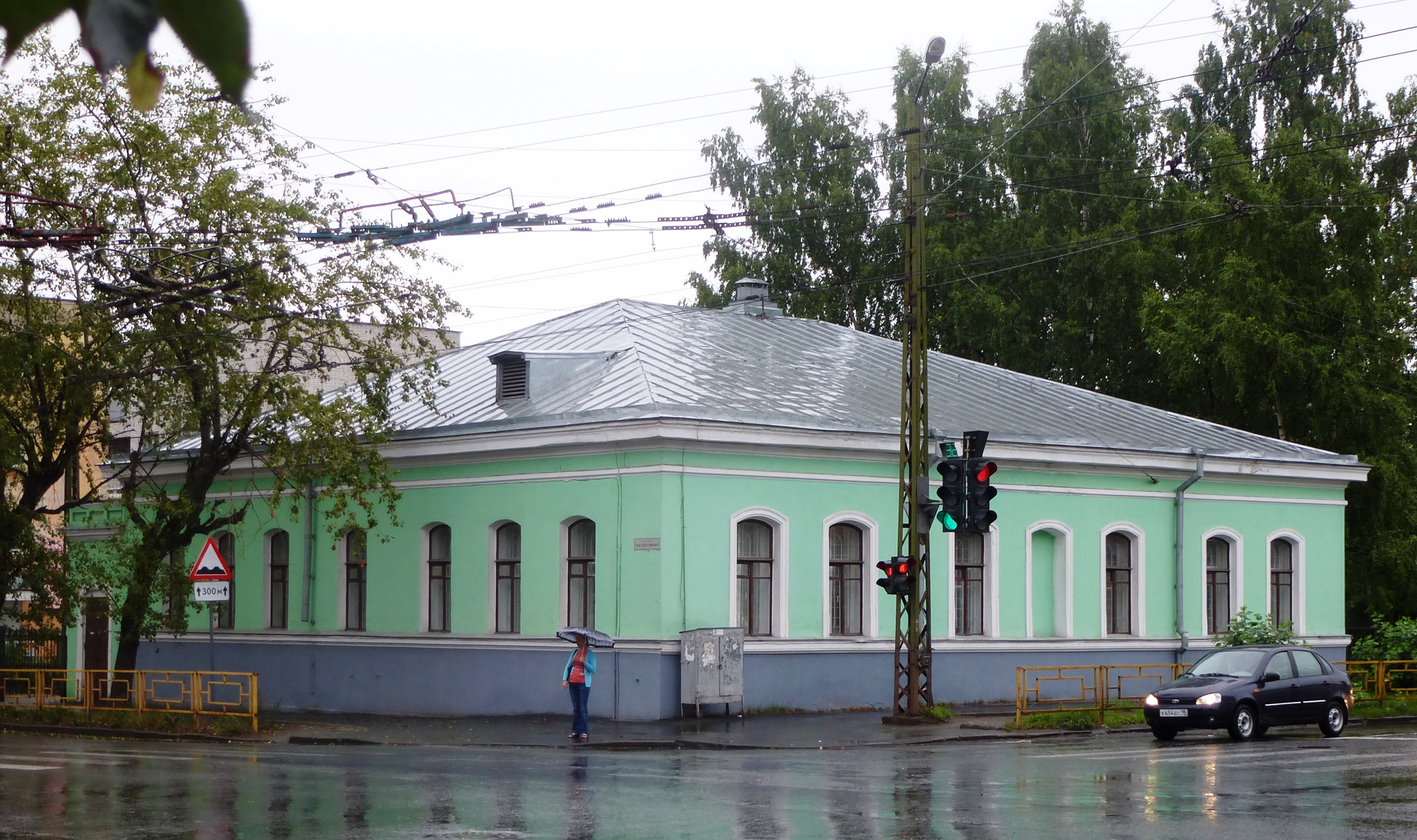
Дом Н. П. Серого на ул. Правды в Петрозаводске. В 1990-х годах здание передано Петрозаводской и Карельской епархии.

Родился в купеческой семье, потомственный почётный гражданин Петрозаводска.
Владел озёрным судном, вёл торговлю продовольствием.
Неоднократно избирался гласным Петрозаводского уездного земского собрания и городской думы.
В 1881—1888 годах — городской голова Петрозаводска. Возглавлял официальную делегацию Петрозаводска на церемонии коронавания императора Александра III.
Являлся членом Петрозаводского благотворительного общества, входил в попечительский совет Святодуховского собора. С 1901 года состоял старостой Крестовоздвиженского собора, жертвовал значительные суммы на ремонт и содержание храма.
Был награждён тремя золотыми медалями «За усердие».

## Семья
Жена — Анна Фёдоровна, урождённая Тихонова (род. 1846). Семья Серого была многодетной.
Сыновья — Георгий, Семён (1867—1910), Павел (род. 1871), Алексей (род. 1881), Иван (род. 1883), Илья (род. 1885), Николай (род. 1890), дочери — Наталья (род. 1868), Параскева (род. 1873), Мария (род. 1874), Анна (род. 1877), Анастасия.